# Cadetia
Cadetia là một chi lan gồm 55 loài, với 4 loài ở Úc, 2 trong số đó là loài đặc hữu. Chúng cũng phân bố ở Đông Nam Á, Tân Guinea, và Ấn Độ.

## Hình ảnh

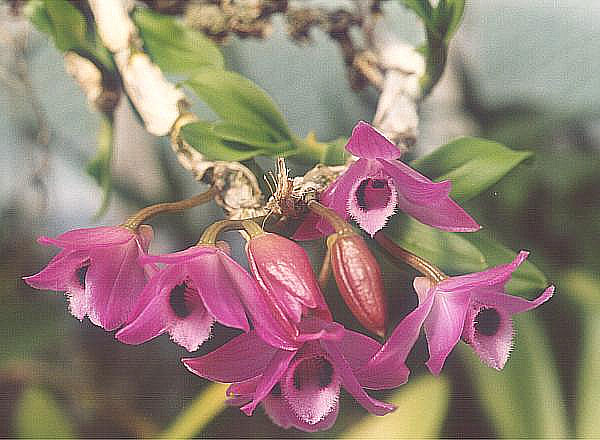
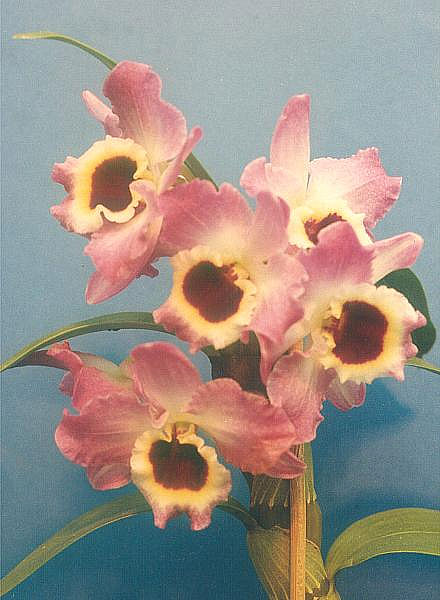

## Các loài

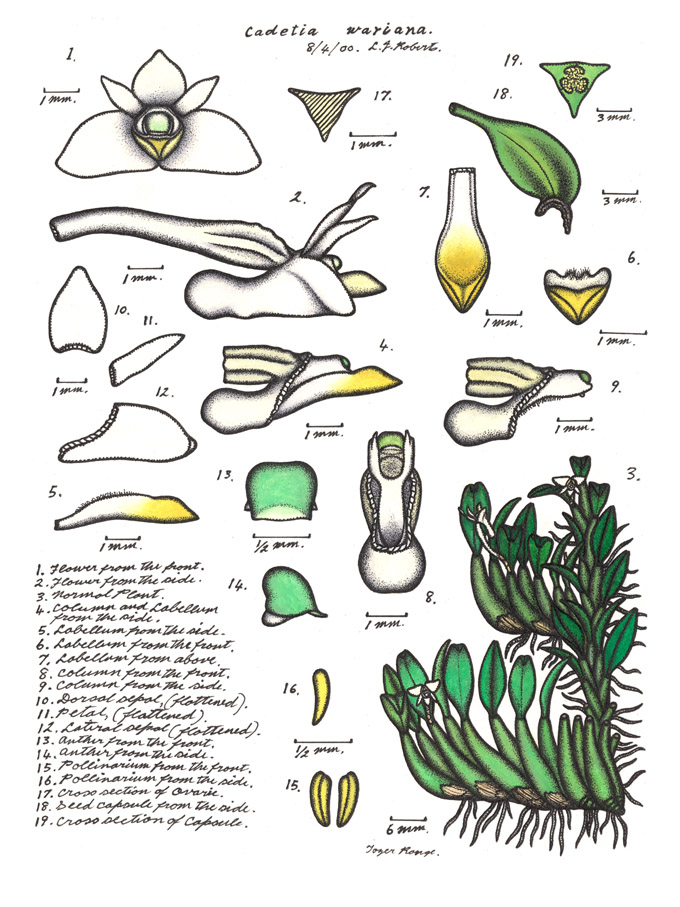
Cadetia wariana do Lewis Roberts vẽ.

- Cadetia adenantha
- Cadetia arfakensis
- Cadetia bigibba
- Cadetia cerastostyloides
- Cadetia chamaephyton
- Cadetia chionantha
- Cadetia collina
- Cadetia dischorensis
- Cadetia fluctuosa
- Cadetia heteroidea
- Cadetia hispida
- Cadetia imitans
- Cadetia karoensis
- Cadetia ledifolia
- Cadetia maideniana
- Cadetia opacifolia
- Cadetia platyloba
- Cadetia potamophila
- Cadetia quadratiloba
- Cadetia recurvata
- Cadetia ruppii
- Cadetia siewhongii
- Cadetia subfalcata
- Cadetia takadui
- Cadetia taylori
- Cadetia toadjanum
- Cadetia transversiloba
- Cadetia taylori
- Cadetia umbelata
- Cadetia wariana